# Piasina
Piasina (ros. Пясина) – rzeka w Kraju Krasnojarskim w Rosji. Jej długość wynosi 818 km, powierzchnia zlewni 182 tys. km². Wypływa z jeziora Piasino. Uchodzi do Zatoki Piasińskiej - części Morza Karskiego. 
Jest trzecią największą rzeką w Kraju Krasnojarskim (po Jeniseju i Chatandze) oraz 18. w Rosji. 
Rzeka jest żeglowna na odcinku 700 km od ujścia do wsi Kresty, przy ujściu Dudypty. Jednak okres w którym żegluga jest możliwa wynosi jedynie dwa miesiące rocznie. 

## Historia
Rzeka wzmiankowana po raz pierwszy na początku XVII wieku. W 1610 roku kupiec Kondratij Kuroczkin z Północnej Dźwiny spłynął Jenisejem do Morza Karskiego do ujścia Piasiny (którą nazwał Piasidą). Wybrzeża Zatoki Piasińskiej zostały opisane w 1740 przez D. Sterłegowa oraz w 1741 przez S. Czełuskina.

## Klimat
Średnia temperatura w dorzeczu Piasiny wynosi od -15 do -12℃. Najcieplejszym miesiącem jest lipiec ze średnią temperaturą 1,5 – 6,5℃. Najniższa zarejestrowana temperatura to -56℃.

## Dopływy
Główe dopływy Piasiny:
- Prawe: Dudypta, Jangoda, Tareja, Biniuda
- Lewe: Agapa, Mokoritto, Pura